# サダオ・ムネモリ
サダオ・ムネモリ（Sadao Munemori、漢字：旨森 貞夫、1922年8月17日 - 1945年4月5日）は、アメリカの兵士。日系アメリカ人初の名誉勲章受章者となった。愛称は「スパッド（Spud）」。階級は上等兵。

## 経歴
19世紀末に、広島県からアメリカに渡った父・亀太郎と母・なわのもとに2男3女の次男としてカリフォルニア州ロサンゼルスにて生まれる。高校卒業後は、自動車整備士となった。1942年に軍へ入隊する前は、日系人収容所の1つであるマンザナール強制収容所に収容されていた。入隊した当初は、陸軍情報部日本語学校に在籍していたが、第442連隊戦闘団の編成を知り、転属を申し出て、それを受け入れられる形となった。
第442連隊戦闘団第100歩兵大隊所属としてイタリア戦線に従軍、ドイツ軍の防衛線であるゴシック・ライン攻略作戦に参加。1945年4月5日にセラヴェッツァの「ジョージア高地」山頂への進撃中、塹壕に投げ込まれた敵の手榴弾に覆い被さって戦死し、中にいた2人の部下の命を救った。自らを犠牲にして仲間を救った功績により名誉勲章を受章した。

## 名誉勲章
ムネモリが受賞した名誉勲章の勲記には下記の趣旨が記されている。
彼はセラヴェッツァで勇敢に戦った。彼が所属する隊が高地に陣取った敵からの射撃を受けて進退を阻まれた際、本来の分隊長が負傷したため指揮を引き継ぐように命令された彼は、砲火の中で敵を正面から単身攻撃し、手榴弾を使って敵の機関銃二挺を果敢に打ち倒した。敵の陣地から激しい射撃と手榴弾攻撃を受けながら後退するとき、彼は爆発前の手榴弾が自身のヘルメットに当たり、彼の部下二名がいる砲弾穴に転がってゆくのを見た。弾雨の中すぐさま立ち上がった彼は手榴弾に覆いかぶさり、爆発を一身に受け止めた。彼の迅速で英雄的な行動は部下たちの命を救い、小隊が勝機を得るうえで大いに貢献した。

## 顕彰
勇敢にして自己犠牲を厭わない日系人兵士を象徴する人物として、下記に記念碑と共にムネモリの像が建てられている。
- カリフォルニア州ロサンゼルスのエバグリーン墓地にある日系部隊戦死者のための慰霊碑「殉国碑」と共に大理石製の像が飾られている。
- イタリアのトスカーナ州ピエトラサンタの「ゴシック・ライン戦没者広場」にある日系人兵士を称える記念碑の上にムネモリのブロンズ像が飾られている[2]。
- カリフォルニア州の州間道路105号線と405号線の交わるインターチェンジは、彼の名にちなみ「サダオ・S・ムネモリ・メモリアル・インターチェンジ（Sadao S. Munemori Memorial Interchange）」と命名された。

## エピソード
- 好きな食べ物は、ポーク・チョップとジャガイモ、煮しめだった。
- 幼少期に、世界恐慌の煽りを受け、ムネモリ家でも安い米すら買えなかったことから、テーブルビートばかり食べていた頃、赤い尿が出て、血尿と勘違いした母親が、慌ててサダオを医者に連れて行ったことがある。